# 寇俊
寇俊（?—563年），字祖俊，上谷郡昌平县（今北京市昌平区）人，北魏、东魏、西魏、北周官员。

## 生平
寇俊的祖父寇赞是北魏南雍州刺史，父亲寇臻是安远将军、郢州刺史。
寇俊性情宽厚文雅，从小懂事有气量，喜欢学习记忆力强。寇俊的哥哥寇祖训、寇祖礼和寇俊都有志行，整个家庭都友好和睦，祖孙同居，父亲寇臻去世虽然时间很久，但是还是在他平生所居住的房屋内，设置布帷帐帘几杖等物，按时节依次祭拜，流着泪陈献牺牲，如同祭祀宗庙。不管遇到好事坏事，寇俊肯定要先加以禀报，离家远行往返，也都要禀报。寇俊的性情又廉洁宽厚，不谋求财利，他的的家人曾经卖物品给他人，获利若干匹绢。寇俊后来知道了说:“不好的树木下的阴凉，暂时休息也不行；盗泉的水，不能随便喝。获得钱财却丧失德行，我是不愿意这样做的。”寇俊于是寻找到买主将绢归还给他，寇俊平时的意愿就是如此。
寇俊后来被以选为魏孝文帝挽郎，出任奉朝请。延昌四年（515年），大乘教反叛，燕赵动乱不安，寇俊参与监督军事东征，因功出任员外散骑侍郎，升任尚书左民郎中，因为给母亲守丧而没有上任。正光三年（522年），寇俊出任轻车将军，转任扬烈将军、司空府功曹参军，转任司空主簿。当时灵太后摄政，减去十分之一享受俸禄的官吏，建造永宁寺，命令寇俊掌管此事。建造佛寺费用极多，经手的官吏却不能欺瞒寇俊，寺庙建成后十分壮丽。灵太后嘉奖寇俊，任命为左军将军。孝昌年间，朝廷商议认为国用不足，于是设置盐池都将，官位与上郡太守相等。先后任此职务的人多有侵占隐没，于是任命寇俊担任盐池都将，加号龙骧将军，仍为司空主簿。
永安元年（528年），华州百姓史底与司徒杨椿争田产而打官司。长史官员以下因为杨椿为权贵，因此都说杨椿有理，要将田地给杨椿。寇俊说:“史底是穷困百姓，杨椿强行夺其土地。如果要损不足而给有余，大家都如此认为，我不敢听命。”寇俊于是将地还给史底。魏孝庄帝后来知道了这件事，嘉奖寇俊守正不挠，马上委任为司马，赐给一百匹帛，那些替杨椿说话的，都受到了谴责。
永安二年（529年），寇俊外任左将军、梁州刺史。当地风俗野蛮，很多人成为盗贼。寇俊下令郡县建立学校，劝导百姓从事农业生产，勉励礼让，几年之中民情风俗得以全面改革。南梁派遣将领曹琰之镇守魏兴郡，每天都在构筑工事。曹琰之经常派遣军队侵扰边境，边境之人都很担心。寇俊派遣长史杜休道率兵攻克魏兴城，活捉曹琰之，曹琰之是南梁大将曹景宗最小的弟弟，从此南梁人都害怕了。恰逢北魏发生了很多事件，梁州又处在僻远之处，南梁知道梁州没有外援，于是派遣大军驻扎在魏兴郡，目的是攻取梁州。寇俊安抚激励将士，大家都愿舍命报效。南梁得知寇俊受到众人忠心拥戴，不敢来攻。寇俊任刺史俭朴清苦，不置办产业，任职期满离任时，寇俊的儿子等人都是步行回去。州吏和百姓为寇俊送行，一路上留恋不舍，寇俊经历多时才出了州境。
天平四年（537年），东魏任命寇俊为南中郎将、洛州刺史，改封颍川郡开国公，寇俊因此密谋归附西魏。大统五年（539年），寇俊率领全家和亲属共四百多人西入关中，出任秘书监。当时统军治国各种事务都开始兴办，经史典籍散逸，寇俊选置令史，抄写收集经典书籍，四部群书逐渐得以完备，加镇东将军，封西安县男，食邑二百户。大统十七年（551年），寇俊出任车骑大将军、仪同三司，加散骑常侍。寇俊因为年老请求辞职，宇文泰没有同意，寇俊于是自称疾病严重，不再入朝。西魏恭帝三年（556年），寇俊获赐姓若口引氏。
周孝闵帝登基，寇俊进爵为子爵，食邑增加五百户。武成元年（559年），寇俊进位骠骑大将军、开府仪同三司，增加食邑总计二千户。寇俊虽然年迈，但是志向和见识未衰减，教授子孙，必先教礼法。周明帝尊儒重道，特别钦赏寇俊，多次加以嘉奖恩赏，想与寇俊相见。寇俊无从推却，只好入朝晋见。周明帝与他同席而坐，乘便请教洛阳旧事。寇俊身高八尺，胡须鬓角雪白，容貌举止端庄安详，说话声音洪亮。周明帝与寇俊交谈，不自觉地多次往前移动。当寇俊告辞时，周明帝亲自握住他的手说:“您的年龄和德望都很高，我为之钦尚，所谈之事，寄希望于您。最好能够多见面，以慰抚我悬念之心。”周明帝安排寇俊乘坐皇帝的坐驾，命令寇俊皇帝面前乘坐驰出。周明帝望着左右的人说:“这样的事，只有积善的人可以得到。不仅仅是见重当世，而且也会传之万古。”当时人都认为是一大荣耀。保定三年（563年），寇俊去世，虚岁八十或者八十二，周武帝感叹惋惜，赠予寇俊原本的官职，加冀定瀛三州诸军事、冀州刺史，谥号元。
寇俊笃守仁义，五服之内亲属中的孤儿，寇俊把自己穿的衣物和食物都分给他们。寇俊年少时为司徒崔光赏识，崔光命令儿子崔励与寇俊结为朋友。寇俊每次拜访崔光，经常都是交谈一整天。小宗伯卢辩以寇俊功业和操行都很好，对待他以老师和友人的礼仪，每当有了空闲的时候，就拜访寇俊亲切交谈一整天。卢辩经常对人说:“见不到西安君，心中的烦恼无法驱除。”寇俊得到学识渊博通达人士的敬重都是如此。

## 家庭

### 兄弟姐妹
- 寇祖训，北魏顺阳郡太守
- 寇治，北魏前将军、金紫光禄大夫、尚书、昌平昭男
- 寇孚，北魏奉朝请、南阳郡太守
- 寇慰，北魏冠军府长史
- 寇凭，北魏本郡功曹、代理高阳县县令
- 寇祖仁，北魏尚书郎
- 寇氏，嫁东魏平广洛三州刺史、恭公辛珍之，追赠昌平县君

### 夫人
- 某氏，封河南夫人[12]

### 子女
- 寇郁，长子，西魏丞相府属[20]
- 寇奉叔，隋朝使持节、仪同大将军、襄邑郡太守、昌国惠伯[12]
- 寇颙，隋朝翊师大将军、仪同三司、扶风郡太守、濩澤县公[12]